# Antoine Busnoys
Antoine Busnoys (auch Busnois; * um 1435 in Busnes (?), heute im Département Pas-de-Calais; † vor dem 6. November 1492 in Brügge) war ein franko-flämischer Komponist, Dichter, Sänger und Kleriker der frühen Renaissance.

## Leben und Wirken
Obwohl sein Geburtsort nicht genau bekannt ist, deutet der Name von Antoine Busnoys darauf hin, dass seine Familie aus dem Dorf Busnes in der Nähe von Lille (Pas-de-Calais, historische Grafschaft Artois) stammt. Seine Ausbildung erhielt er wahrscheinlich an der Maîtrise einer Kathedrale oder Kollegiatkirche in der Nähe seines Heimatorts; hiervon gibt es jedoch keine Belege. Seine Kenntnis der lateinischen und griechischen Sprache, die sich in seinen Motettentexten und Kanonvorschriften zeigt, weist eindeutig auf einen erworbenen Universitätsabschluss hin.
In einer Pariser Handschrift aus den späten 1450er Jahren werden 15 Dichter genannt, unter ihnen Busnoys, und einige von ihnen haben sich im Jahr 1458 am Hof von Herzog Arthur III. von der Bretagne aufgehalten. Es gibt jedoch keine Belege, dass Busnoys zu diesen gehörte. Er war spätestens seit 1460/61 Stundenleser und Kaplan an der Kathedrale Saint-Martin in Tours. Schatzmeister an dieser Kathedrale war zu dieser Zeit der bekannte Komponist Johannes Ockeghem. Im Jahr 1461 wurde Ludwig XI. zum König von Frankreich gekrönt; Busnoys schrieb zu diesem Anlass die Ballade „Resjoys toy terre de France“. Es ist auch ein Vorfall bekannt geworden, dass Busnoys tätliche Angriffe auf einen anderen Priester organisiert hat und an diesen beteiligt war, weshalb er 1461 exkommuniziert wurde, später aber auf sein eigenes Betreiben von Papst Pius II. wieder exkulpiert wurde (Aufhebung der Exkommunikation).
Am 7. April, dem Palmsonntag des Jahres 1465, wurde Busnoys in der Kirche Saint-Vernant in Tours in die niedrigen Weihen des Priesterstands eingeführt und schon eine Woche später zum Subdiakon ernannt. Zu dieser Zeit war er bereits Magister puerorum (Lehrer der Chorknaben) an Saint-Martin und hatte für die Ausbildung seiner Schützlinge und deren gutes Benehmen zu sorgen. Darüber hinaus besaß er schon zu dieser Zeit einen Ruf als herausragender Musiker und Dichter, was die Kanoniker der Kathedrale Saint-Hilaire in Poitiers dazu bewogen hat, Busnoys im September 1465 auf seine Bewerbung hin als Magister clericulorum anzustellen, nachdem der bisherige Amtsinhaber Le Begun entlassen worden war. Busnoys sorgte durch die Aufnahme fähiger Chorknaben für eine Hebung des Chor-Niveaus. Jedoch scheint ihm diese Stellung nicht auf die Dauer zugesagt zu haben, denn nach dem 19. Juli des folgenden Jahres wurde Le Begun wieder in sein bisheriges Amt eingeführt, weil Busnoys die Stadt Poitiers wieder verlassen hatte. Einige Belege zeigen, dass er danach für einige Zeit an Saint-Silvestre im Château bei Mons tätig war. Sein hervorragender Ruf um diese Zeit lässt stark vermuten, dass er eine Reihe wichtiger Kompositionen bereits geschaffen hat, vielleicht schon mehr als die Hälfte seiner Chansons als auch seine Messe „L’Homme armé“, bevor er in burgundische Dienste trat.
Einige der Chansons von Antoine Busnoys enthalten Anspielungen auf eine Jacqueline d’Haqueville. Dies könnte entweder Jacqueline d’Haqueville Bouchart aus einer reichen Pariser Kaufmannsfamilie sein, die Frau des Pariser Parlamentsrats Jean Bouchart († zwischen 1500 und 1508), oder Jacqueline d’Haqueville, die Hofdame der hochgebildeten Königstochter Margarete von Schottland († 1443).
Erbe des Herzogtums Burgund wurde im Juni 1467 der Graf von Charolais, genannt Karl der Kühne, Sohn von Philipp dem Guten. Busnoys, wohl schon ab 1. Februar 1467 im Dienst des Grafen, hat sich in seiner Motette „In hydraulis“ als Sänger des Grafen (chantre-valet de chambre) bezeichnet, war also zunächst nicht Mitglied der Hofkapelle, sondern bis September 1468 ein privater Angestellter des Grafen, vielleicht auch mit weiteren Funktionen. Im Sommer des folgenden Jahres erreichte er die Stellung eines Kantors und wurde im Oktober 1470 zum Demi-Chapellain ernannt; er war damit reguläres Mitglied der herzoglichen Kapelle. Auch wurde er ab diesem Zeitpunkt als Messire bezeichnet, ein Indiz, dass er inzwischen in den Priesterstand eingetreten war. Ab dem Jahr 1473 nannte er sich Maistre, was auf einen Universitätsgrad hinweist, und hatte die Stellung eines hauptamtlichen Kaplans inne. Um diese Zeit unterrichtete sein Dienstherr das Kapitel von Saint-Silvester in Mons, dass Busnoys auf seine dortige Pfründe verzichtet hat. Als Mitglied der Hofkapelle begleitete Busnoys den Herzog auf dessen Reisen und Militärfeldzügen; dies ergibt sich aus Dokumenten, nach denen ihm die Kosten für Ausrüstung und Bewaffnung erstattet worden sind. Insgesamt sind jedoch die Aufzeichnungen der 1470er Jahre lückenhaft.
Im Jahr 1476 hat Karl der Kühne seine Kapelle erheblich verkleinert, deshalb sind Busnoys wohl die lothringischen Schlachten bei Grandson (2. März 1476) und bei Murten (21. Juni 1476) sowie die Niederlage von Nancy erspart geblieben. In dieser Zeit diente er wahrscheinlich Margarete von Yorck, die seit 1468 Gemahlin des Herzogs war. Nachdem Karl der Kühne 1477 verstorben war, wurde die Kapelle von seiner Tochter Marie von Burgund († 1482) übernommen. Bei deren Gemahl, Maximilian von Österreich aus dem Hause Habsburg (ab 1493 König Maximilian I.), wirkte Busnoys ab 1478 oder 1479 beim Aufbau der später berühmten habsburgischen Kapelle mit, der dann später die Komponisten Heinrich Isaac, Alexander Agricola und Pierre de la Rue angehörten. Bis Mai 1483 ist Busnoys' Zugehörigkeit zu den genannten Institutionen, teilweise mit längeren dazwischenliegenden Abwesenheiten, nachweisbar. Er besaß außerdem Pfründe in den holländischen Gemeinden Oost-Voorne und Tholen sowie in den französischen Gemeinden Saint-Gommaire in Lierre und Veurne (Diözese Thérouanne), vielleicht auch in Condé. Sein klerikaler Status erreichte jedoch nicht den von Johannes Ockeghem oder Guillaume Dufay.
Ab 1484/85 war Busnoys Kantor an Saint-Sauveur in Brügge, wo um diese Zeit auch Jacob Obrecht tätig war. Zu seinen Aufgaben gehörte außer der Leitung des Choralgesangs auch die Funktion des Succentors, der auch den Gesangsunterricht für die Chorknaben durchzuführen hatte. An Saint-Sauveur war er auch Mitglied der Confraternitas chori. Antoine Busnoys starb kurz vor dem 6. November 1492.

## Bedeutung
Obwohl Busnoys' Lebenszeit etwa bis zum Ende des 15. Jahrhunderts reichte, trug er viele Züge eines mittelalterlichen Komponisten, der zugleich Gelehrter und Dichter war. Er war zu Lebzeiten als ein in der französischen Volkssprache schreibender Dichter bekannt – vielleicht der einzige Komponist dieser Zeit, auf den dies zutrifft. Es gibt auch einen Briefwechsel zwischen ihm und dem Dichter Jean Molinet (1435–1507).
Ein größerer Teil der Werke von Busnoys sind sogenannte forme-fixe-Chansons, wobei viele der Texte wahrscheinlich von ihm selbst stammen. Etwa 60 Chansons sind mit Sicherheit von ihm, bei weiteren 15 Chansons ist seine Autorschaft ungesichert bzw. ein anderer Komponist möglich. Die meisten Chansons sind dreistimmig (Duette von Sopran und Tenor mit Contratenor); es gibt aber auch vierstimmige Sätze. Die Texte sind weit überwiegend französisch, nur ein einziger Text („In myne zynn“) ist flämischer Herkunft. Die beiden Vertonungen italienischer Texte gehören zur Gruppe derer mit nicht gesicherter Autorschaft. Für den melodisch-kontrapunktischen Stil der Chansons sind weitgespannte, schöne melodische Linien charakteristisch. Sie besitzen gelegentlich einen Tonumfang von mehr als einer Oktave innerhalb einer Phrase sowie synkopierte oder punktierte Rhythmen und Imitationen am Anfang einer Textphrase. Vor allem in seinen Motetten ist für seinen Stil ein eigenwilliger, persönlicher Zug charakteristisch.
Der kleinere Teil seiner Kompositionen sind geistliche Werke, und auch davon ist nur ein Teil überliefert. Mit Sicherheit von ihm sind zwei Messen, ein Teil einer Messe und elf Vertonungen anderer lateinischer Texte; diese sind heute in einer Gesamtausgabe verfügbar (Richard Taruskin 1990). Auf diesem Gebiet schein Busnoys seine jüngeren Zeitgenossen am meisten beeinflusst zu haben, insbesondere mit dem melodischen und kontrapunktischen Stil dieser Musik. Der Tenor der Messe „L’Homme armé“ von Jacob Obrecht ist identisch mit dem Tenor der gleichnamigen Messe von Busnoys, was mit Sicherheit keine zufällige Übereinstimmung darstellt. Einen augenfällig großen Einfluss hatten seine Kompositionstechniken außer auf den schon erwähnten Jacob Obrecht auf Josquin des Prez.

## Werke
- Geistliche Werke
  - Messen und Messteile

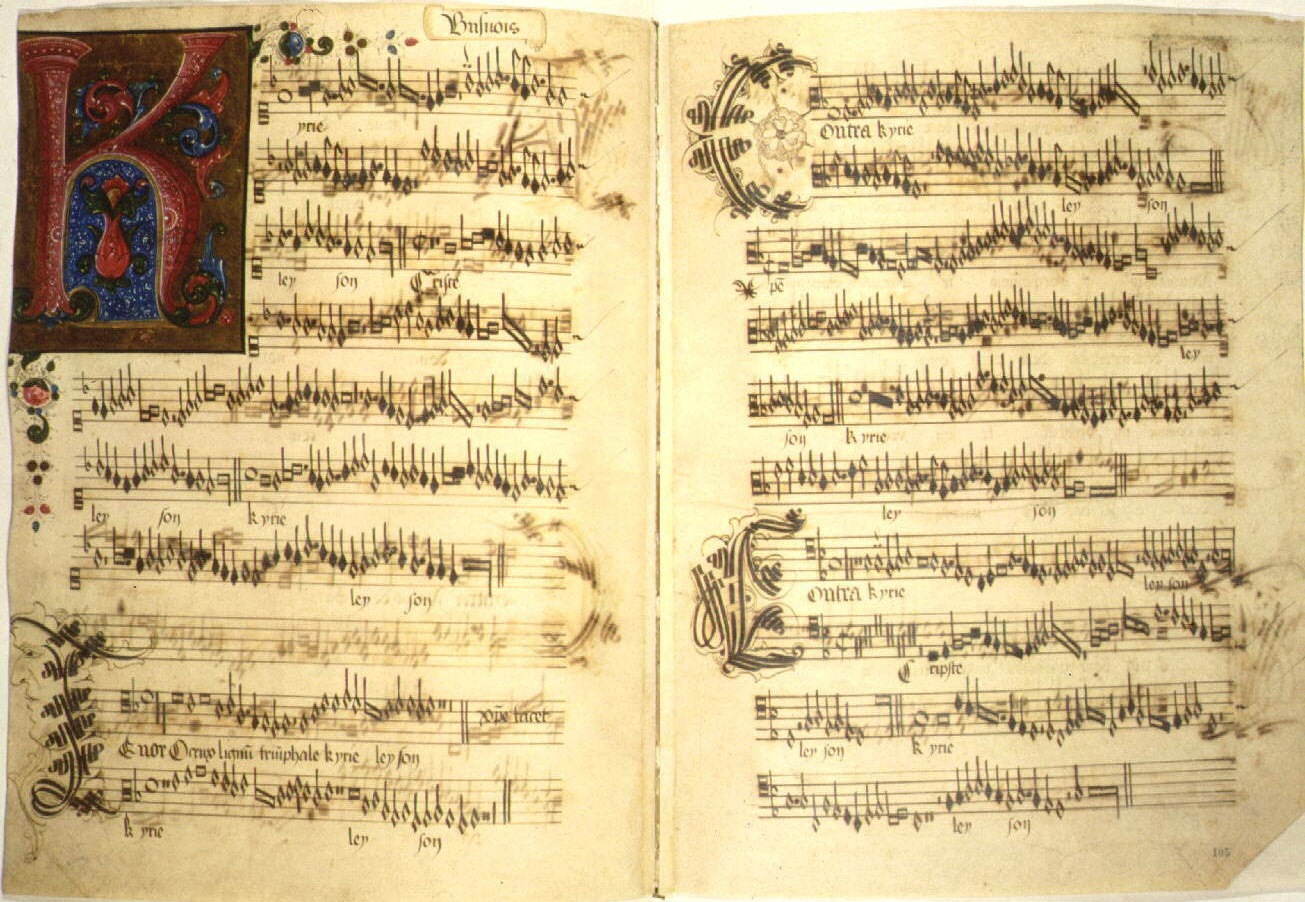
Manuskript der Missa O crux Lignum

    - Missa „L’homme armé“ zu vier Stimmen
    - Missa „O crux lignum“ zu vier Stimmen
    - „Patrem Vilayge“ zu vier Stimmen

  - Motetten und andere Werke mit lateinischem Text
    - Hymnus „Ad coenam agni providi“ zu vier Stimmen
    - „Alleluia, verbum caro factum est“ zu vier Stimmen
    - „Anima mea liquefacta est“ / „Stirps Jesse“ zu drei Stimmen
    - „Anthoni usque limina“ zu vier Stimmen
    - Hymnus „Conditor alme siderum“ zu vier Stimmen
    - „In hydraulis“ zu vier Stimmen
    - Magnificat sexti toni zu zwei bis vier Stimmen
    - „Noel, noel“ zu vier Stimmen
    - Antiphon „Regina coeli“ (I) zu vier Stimmen
    - Antiphon „Regina coeli“ (II) zu vier Stimmen
    - Sequenz „Victimae paschali laudes“ zu vier Stimmen
- Weltliche Werke
  - Mit französischem Text
    - „Acordes moy ce que je pense“, Rondeau zu vier Stimmen
    - „Advegne que advenir pourra“, Rondeau zu drei Stimmen
    - „Amours nous traicte“ / „Je m’en vois“ zu vier Stimmen
    - „Amours me tien en son domaine“, Rondeau zu drei Stimmen (vgl. „Faites de moy“)
    - „A qui vens tu res coquilles“, Rondeau zu drei Stimmen
    - „Au gré de mes ieulx“, Bergerette zu drei Stimmen
    - „A une dame j’ay fait veu“, Bergerette zu drei Stimmen
    - „Au povre par necessité“, Rondeau zu drei Stimmen
    - „A vous, sans autre“, Rondeau zu drei Stimmen
    - „Bel acueil“, Rondeau zu drei Stimmen
    - „Bon me larim bom bom“ zu vier Stimmen (vgl. „Corps digne“)
    - „Bone chère“ zu drei Stimmen
    - „Ce n’est pas moy“, Bergerette zu drei Stimmen
    - „C’est bien maleur“, Rondeau zu drei Stimmen
    - „C’est vous en qui j’ay esperance“, Bergerette zu drei Stimmen
    - „Chi dit on benedicite“, Rondeau zu drei Stimmen
    - „Corps digne / Dieu quel mariage“ zu vier Stimmen
    - „En soustenant vostre querelle“, Rondeau zu drei Stimmen
    - „En tout les lieux on j’ay esté“, Bergerette zu vier Stimmen
    - „En voyant sa dame au matin“, Rondeau zu drei Stimmen
    - „Est-il merci de quoy l’on peut finer“, Rondeau zu drei Stimmen
    - „Faites de moy tout [ce] qui vous plaira“, Rondeau zu drei Stimmen
    - „Faulx mesdisans“, Rondeau zu drei Stimmen
    - „Ha que ville“, Rondeau, auch als Kanon zu drei Stimmen
    - „Ja que lui ne si attende“, Bergerette zu drei Stimmen
    - „J’ay mains de bien que s’il n’en estoit“, Bergerette zu drei Stimmen
    - „Je m’esbaïs de vous“, Rondeau zu drei Stimmen
    - „Je ne demande aultre de gré“, Rondeau zu vier Stimmen
    - „Je ne demande lialté“ zu drei Stimmen
    - „Je ne puis vivre ainsi“, Bergerette zu drei Stimmen
    - „Joie me fuit et douleur me queurt seure“, Rondeau zu drei Stimmen
    - „Laissez dangier faire tous ses effors“, Bergerette zu drei Stimmen
    - „L’autrier la pieça / Margot la bergiers / En l’ombre du buissonet / Trop suis jonette“ zu vier Stimmen
    - „L’autrier que passa“ zu vier Stimmen
    - „Le corps s’en va et le cueur vous demeure“, Rondeau zu drei Stimmen
    - „Le monde est tel pour le present“ zu drei Stimmen
    - „Le second jour d’avril“ zu vier Stimmen (vgl. „In myne zynn“)
    - „Ma damoiselle, ma maitresse“, Rondeau zu drei Stimmen
    - „Ma doulce ceur“ zu drei Stimmen (vgl. „M’a vostre cueur“)
    - „Maintes femmes“, Bergerette zu vier Stimmen
    - „Ma plus qu’assez et tant bruiante“, Bergerette zu drei Stimmen
    - „Ma tres souveraine princesse“, Rondeau zu drei Stimmen
    - „M’a vostre cueur“, Bergerette zu drei Stimmen
    - „Mon mignault musequin / Gracieuse, playsant muniere“, Rondeau zu vier Stimmen
    - „Mon seul et celé souvenir“, Rondeau zu drei Stimmen
    - „O Fortune, trop tu es dure“, Rondeau zu drei Stimmen
    - „On a grant mal par trop amer / On est bien malade pour amer“, Rondeau zu vier Stimmen
    - „Pour entretenir mes amours“, Rondeau zu drei Stimmen
    - „Pucellotte que dieu nos quart“, Ballade zu drei Stimmen
    - „Quant j’ay au cueur“, Rondeau zu drei Stimmen
    - „Quant vous me ferez plus de bien“, Rondeau zu drei Stimmen
    - „Quelque povre homme que je soie“ (I), Rondeau zu drei Stimmen
    - „Quelque povre homme que je soie“ (II), Rondeau zu drei Stimmen (verschiedene Versionen)
    - „Seule a par moy en chambre bien paree“, Rondeau zu drei Stimmen
    - „Seyense an mains“ zu drei Stimmen (vgl. „Ung grand povre homme insanne“)
    - „Soudainement mon cueur a pris“, Bergerette zu drei Stimmen
    - „Terrible dame“, Rondeau zu vier Stimmen
    - „Une filleresse d’estouppes / S’il y a compagnon / Vostre amour“ zu vier Stimmen
    - „Ung grand povre homme insanne“ zu drei Stimmen
    - „Ung plus que tous est en mon souvenir“, Rondeau zu drei Stimmen
    - „Vostre gracieuse acointance“, Rondeau zu drei Stimmen

  - Mit flämischem Text
    - „In myne zynn“ zu vier Stimmen

  - Mit italienischem Text
    - „Con tutta gentileça“, Ballata zu drei Stimmen (möglicherweise eine Kontrafaktur)
    - „Fortuna desperata“ (fünf Versionen) zu drei bzw. vier Stimmen (zahlreiche Quellen, Busnoys’ Autorschaft umstritten)
- Werke umstrittener Zuschreibung / anonyme Werke
  - Geistliche Werke
    - Missa „Quant ce viendra“ zu vier Stimmen (Zuschreibung durch Richard Taruskin)
    - Missa „L’Ardent desir“ zu vier Stimmen
    - 6 Messen „L’Homme armé“ zu vier bis fünf Stimmen
    - Magnificat octavi toni zu vier Stimmen (Zuschreibung durch Richard Taruskin)
    - „Gaude caelestis domina“ zu vier Stimmen
    - „Incomprehensibilia firme“/ „Preter rerum ordinem“ zu vier Stimmen

  - Weltliche Werke
    - „Amours, amours, amours“ zu vier Stimmen (auch Jean Japart zugeschrieben)
    - „Amours fait moult / Il est de bonne heure né / Tant que nostre argent dura“, Rondeau zu vier Stimmen (auch Japart zugeschrieben)
    - „Cent mile escus“ (zwei Fassungen) zu drei bzw. vier Stimmen (auch Firminus Caron zugeschrieben)
    - „D’Ung aultre amer“ zu drei Stimmen (Busnoys und Ockeghem zugeschrieben bzw. anonym)
    - „Et qui la dira“ zu vier Stimmen (Busnoys bzw. Japart zugeschrieben)
    - „J’ay bien choisi à mon vouloir“, Rondeau zu drei Stimmen (auch Hayne van Ghizeghem zugeschrieben)
    - „J’ay pris amours tout au rebours“, Rondeau zu vier Stimmen (auch Johannes Martini zugeschrieben)
    - „Je ne fay plus“ (zwei Fassungen) zu drei bzw. vier Stimmen (auch Loyset Compère und G. Mureau zugeschrieben)
    - „Je suis venu vers mon ami“, Rondeau zu drei Stimmen (auch Hayne van Ghizeghem zugeschrieben)
    - „Le serviteur“, Rondeau zu vier Stimmen (Sopran und Tenor von Guillaume Dufay?)
    - „Malagrota“ zu drei Stimmen (vgl. „S’amours vous fui“)
    - „Pour les biens qu’en vous je parcoy“ zu drei Stimmen (anonym; möglicherweise eins der Haqueville-Lieder)
    - „Quant ce vendra“, Rondeau (zwei Fassungen) zu drei bzw. vier Stimmen (auch Ockeghem zugeschrieben)
    - „Resjois toy terre de France / Rex pacificus“, Motetten-Chanson zu vier Stimmen (anonym)
    - „S’amours vous fui“ zu drei Stimmen („Malagrota“ von Heinrich Isaac; „Sans avoir“, anonym)
    - „Se brief je puis“, Rondeau zu drei Stimmen (auch Caron zugeschrieben)
    - „Vous marchez au bout du pie / Vostre beauté“ zu vier Stimmen (auch Heinrich Isaac zugeschrieben)
- Verlorene Werke
  - „Asperges me“ (erwähnt in einem Eintrag, der sich mit einer verlorenen Handschrift für Ludwig XI. befasst)
  - „Congaudebant“ (erwähnt von Johannes Tinctoris im Liber de arte contrapuncti 1477)
  - „Gabrielem“ für vier und fünf Stimmen (erwähnt in einem Brief an den Markgrafen von Mantua 1494)
  - „Lamentation“ auf den Tod Guillaume Dufays (1475 in ein nicht erhaltenes Chorbuch der Kathedrale von Cambrai kopiert)